# Flugunfall bei der Jugendmesse YOU 1996 in Dortmund
Der Flugunfall bei der Jugendmesse YOU ereignete sich am 6. Juni 1996 während der europäischen Jugendmesse YOU in Dortmund. Dabei stürzte eine Bell UH-1D der Flugbereitschaft des Bundesministeriums der Verteidigung bei einem Schauflug in ein Waldgebiet. Von den 14 Insassen wurden 13 getötet. Der Unfall gilt als der bis dato schwerste Hubschrauberunfall in der Geschichte der Bundeswehr.

## Hergang
Die YOU, die heute als die größte europäische Jugendmesse gilt, wurde im Jahr des Unfalls erstmals durchgeführt. Während die Messe nunmehr auch in Berlin stattfindet, war der damalige Veranstaltungsort das Gelände rund um die Dortmunder Westfalenhallen.
Am Fronleichnamstag 1996, dem Eröffnungstag der Veranstaltung, wurden durch die Flugbereitschaft des Bundesministeriums der Verteidigung Publikumsflüge mit einer Maschine des Typs Bell UH-1D angeboten und ein Teil der Plätze für diese Rundflüge während der Messe verlost. Die Maschine war zum Zeitpunkt des Unfalls mit drei Soldaten, fünf Journalisten sowie sechs Messebesuchern besetzt. Ursprünglich sollte auch die damalige Bundesfamilienministerin Claudia Nolte an Bord der Maschine sitzen, sie verspätete sich jedoch. Nach dem gegen 12:00 Uhr erfolgten Start des Rundfluges kam die Unfallmaschine bei einem Abfangmanöver zunächst mit den Kufen und dann mit den Rotorblättern mit Baumwipfeln in Berührung, geriet außer Kontrolle und stürzte im Stadtteil Kirchhörde nahe der Bundesautobahn 45 in das Waldgebiet Großholthausener Mark. Nachdem der einzige Überlebende des Absturzes, der Tourmanager des Schweizer Sängers DJ Bobo, von Ersthelfern aus dem Wrack befreit werden konnte, kam es zur Explosion der Maschine.

## Opfer
Die Opfer des Unfalls waren nach Angaben der Staatsanwaltschaft Dortmund zwischen 17 und 48 Jahren alt und stammten aus Dortmund, Unna, Waltrop, Essen, Recklinghausen und Duisburg. Eines der Opfer hatte die Schweizer Staatsbürgerschaft. Die beiden Piloten waren in Köln stationiert.

## Reaktionen
Ein am Tag des Unfalls auf dem Messegelände geplantes Konzert wurde zwar abgesagt, die Messe wurde jedoch nach einem Beschluss von Veranstaltern und Ausstellern fortgesetzt. Der Fernsehsender Sat.1, der als einer der größten Aussteller auf der YOU auftrat, stellte seine Messeaktivitäten jedoch nach dem Unfall ein. 24 Stunden nach dem Absturz fand auf dem Gelände eine Schweigeminute statt.
Am 12. Juni 1996 fand in Dortmund eine ökumenische Trauerfeier für die Opfer des Absturzes statt, an der neben dem damaligen Bundesverteidigungsminister Volker Rühe auch Mitglieder der nordrhein-westfälischen Landesregierung teilnahmen.

## Unfallursache
Nach Aussagen des einzigen Überlebenden hatte der Pilot seinen Passagieren einige gewagte Flugmanöver vorführen wollen und dabei die Maschine zunächst steil nach oben gezogen, um sie direkt darauf wieder nach unten stürzen zu lassen. Dabei habe der Pilot die Kontrolle über das Fluggerät verloren. Nachdem das Verteidigungsministerium die Schuld des Piloten zunächst ausgeschlossen hatte, wurde die Schilderung des Überlebenden schließlich durch den Untersuchungsbericht bestätigt. Nach dem Unfall übernahm die Bundeswehr die Bestattungskosten und zahlte pauschal 40.000 Mark für jedes Todesopfer.